# Mp3PRO
MP3PRO és un sistema de compressió d'àudio creat l'any 2001 per Coding Technologies que engloba el conegut sistema MP3, millorant-lo en alguns aspectes, com el radi de compressió (la qualitat d'un fitxer d'aùdio comprimit amb MP3 a 128 kbps equival aproximadament a la d'un fitxer MP3PRO a 64 kbps) i en conseqüència la mida dels fitxers d'aquest format.

## Problemàtica
Els fitxers d'àudio de música comprimida en format MP3 a una taxa de bits de 128 kbps tenen una qualitat de so acceptable.
El problema sorgeix quan baixem la taxa de bits i, per tant, augmentem la compressió, ja que comencem a obtenir buits perceptibles en les components d'alta freqüència produïts per la incapacitat (falta de bits) de comprimir la música en tot l'amplada de banda del senyal amb una mínima qualitat.
Com soluciona MP3 aquest problema?
En aquestes situacions, per exemple quan la taxa de bits és de 64 kbps, MP3 es troba amb els esmentats problemes a alta freqüència. Té dues solucions possibles:
Produir música amb distorsió (coding artefacts).
O bé, limitar l'amplada de banda per a no percebre les distorsions a alta freqüència.
Es decanta per limitar l'amplada de banda, obtenint com a resultat un fitxer d'àudio amb una baixa taxa de bits, limitat en banda i amb una mica de distorsió.
 
Gràfica de la codificació MP3 de la banda freqüencial a 128 kbps (esquerra) i a 64 kbps (dreta)

## Funcionament
Per a millorar aquesta problemàtica, i incrementar la qualitat del so del format MP3 a taxes de bits baixes, MP3PRO incorpora un algorisme molt eficient que genera i retorna el so de les components freqüencials altes d'un senyal d'àudio. Aquesta tecnologia s'anomena SBR, Spectral Band Replication. La qual es fa servir també en altres codificadors d'àudio psicoacústics.
Aquest algorisme s'uneix a l'estructura del codificador MP3 creant l'anomenat MP3PRO.
Mentre que el codificador transmet les freqüències més baixes, l'SBR reconstrueix les altes freqüències a través d'un generador de soroll, el qual genera un soroll a partir de la informació proporcionada pel rang de freqüències ja comprimit pel codificador i un petit flux de dades associat (informació estadística, nivell i distribució espectral).
Aquest mètode es basa amb un fenomen psicoacústic:
- L'aparell auditiu humà tendeix a considerar les altes freqüències com un fenomen harmònic associat a les baixes freqüències, o bé soroll.

Per aquest motiu l'aparell auditiu es fa menys sensible al contingut exacte dels senyals d'àudio.
Gràfica de la codificació MP3PRO de la banda freqüencial a 64 kbps